# I. e. 380-as évek
Évszázadok: i. e. 5. század – i. e. 4. század – i. e. 3. század
Évtizedek: i. e. 430-as évek – i. e. 420-as évek – i. e. 410-es évek – i. e. 400-as évek – i. e. 390-es évek – i. e. 380-as évek – i. e. 370-es évek – i. e. 360-as évek – i. e. 350-es évek – i. e. 340-es évek – i. e. 330-as évek
Évek: i. e. 389 – i. e. 388 – i. e. 387 – i. e. 386 – i. e. 385 – i. e. 384 – i. e. 383 – i. e. 382 – i. e. 381 – i. e. 380

## Híres személyek
- Arisztotelész görög filozófus (I. e. 384–I. e. 322)